# Open oplegger
De open oplegger is de eerste uitvoering waarin een oplegger gemaakt werd, met een vlakke laadvloer. 

## Algemeen
Door de jaren heen zijn er verschillende uitvoeringen en opbouwen uitgevonden toegesplitst op het vervoer van verschillende producten: zo hoefde zand niet meer met de schep te worden gelost en watergevoelige producten niet meer afgedekt.
Tegenwoordig is een dichte oplegger de standaard, het meest inzetbaar. Open opleggers worden veel gebruikt voor vervoer van producten die met een kraan geladen of gelost worden en producten die vanwege de afmetingen buiten de oplegger uitsteken.
Voor lange producten worden opleggers gemaakt die uitschuifbaar zijn, voor het vervoer van ondeelbare producten. Deze is in 1958 uitgevonden door de Nederlandse opleggerfabrikant Broshuis. Destijds was de uitgeschoven lengte 24 meter. Heden ten dage is de maximaal uitgeschoven lengte 64 meter.

## In Nederland
Heden ten dage is de wettelijk vastgelegde maximale lengte van een oplegger 13,60 meter.
In bepaalde gevallen (bij uitschuifbare opleggers met alle assen gestuurd) is de maximale lengte in ingeschoven toestand 13,74 meter.